# Naglaa Mohamed
Naglaa Mahir Mohamed (arab. نجلاء ماهر محمد; ur. 1 sierpnia 1972) – egipska judoczka. Uczestniczka turnieju pokazowego na igrzyskach olimpijskich w Seulu 1988, gdzie zajęła piąte miejsce wadze lekkiej.
Uczestniczka mistrzostw świata w 1987, 1989 i 1991 roku.

## Letnie Igrzyska Olimpijskie 1988
| Konkurencja | Eliminacje               | Finały                   | Klas. końcowa |
| Konkurencja | Przeciwnik I             | o 3 miejsce              | Miejsce       |
| ----------- | ------------------------ | ------------------------ | ------------- |
| 56 kg       | Suzanne Williams (AUS) P | Catherine Arnaud (FRA) P | 5.            |